# Jesús Rojas (Boxer, 1964)
Jesús „Kiki“ Rojas (* 31. Januar 1964 in Río Caribe, Venezuela) ist ein ehemaliger venezolanischer Boxer im Superfliegen- und Fliegengewicht.

## Profikarriere
Im Jahre 1985 begann er erfolgreich seine Profikarriere. Am 30. September 1989 boxte er im Fliegengewicht gegen Fidel Bassa um den Weltmeistertitel des Verbandes WBA und siegte durch einstimmige Punktrichterentscheidung. Diesen Gürtel verlor er allerdings bereits in seiner ersten Titelverteidigung im März des darauffolgenden Jahres an Yul-Woo Lee nach Punkten.
Am 23. Dezember 1998 wurde er im Superfliegengewicht WBA-Weltmeister, als er über Satoshi Iida einstimmig nach Punkten siegte. Im Jahr darauf verteidigte er diesen Titel gegen Hideki Todaka mit einem Unentschieden und verlor ihn im direkten Rückkampf an Todaka durch einstimmigen Beschluss.